# 지바 야스노부
지바 야스노부(일본어: 千葉 泰伸, 1971년 4월 11일 ~ )는 일본의 전 축구 선수이다.

## 구단 경력
과거 도시바, 베갈타 센다이에서 활동하였다.